# Линовська сільська рада
Линовська сільська́ ра́да (біл. Лінаўскі сельсавет) — адміністративно-територіальна одиниця у складі Пружанського району Берестейської області Білорусі. Адміністративний центр — село Линово.

## Склад
Населені пункти, що підпорядковувалися сільській раді станом на 2009 рік:
| Населений пункт   | Тип    | Населення, осіб (2009) |
| ----------------- | ------ | ---------------------- |
| Араб'ї            | село   | 9                      |
| Бакуни            | село   | 215                    |
| Винець            | село   | 46                     |
| Воротне           | село   | 65                     |
| Довге             | село   | 34                     |
| Загор'я           | село   | 104                    |
| Задворяни         | село   | 15                     |
| Інтернаціональний | селище | 111                    |
| Концики           | село   | 2                      |
| Кругле            | село   | 37                     |
| Куплин            | село   | 139                    |
| Линово            | село   | 1691                   |
| Заневичі          | село   | 14                     |
| Кутневичі         | село   | 51                     |
| Миколаєвичі       | село   | 31                     |
| Млинок            | село   | 9                      |
| Олишевичі         | село   | 21                     |
| Обеч              | село   | 49                     |
| Ольшани           | село   | 29                     |
| Оранчиці          | село   | 777                    |
| Полонне Заболоття | село   | 23                     |
| Репехи            | село   | 23                     |
| Смоляни           | село   | 201                    |
| Ткачі             | село   | 86                     |
| Туловщина         | село   | 32                     |

## Населення
За переписом населення Білорусі 2009 року чисельність населення сільської ради становила 3814 осіб.

### Національність
Розподіл населення за рідною національністю за даними перепису 2009 року:
| Національність                | Осіб | Відсоток |
| ----------------------------- | ---- | -------- |
| білоруси                      | 3401 | 89,17 %  |
| росіяни                       | 183  | 4,80 %   |
| українці                      | 181  | 4,75 %   |
| поляки                        | 22   | 0,58 %   |
| вірмени                       | 6    | 0,16 %   |
| інша національність           | 5    | 0,13 %   |
| татари                        | 3    | 0,08 %   |
| національність не вказана     | 3    | 0,08 %   |
| азербайджанці                 | 2    | 0,05 %   |
| литовці                       | 1    | 0,03 %   |
| молдовани                     | 1    | 0,03 %   |
| німці                         | 1    | 0,03 %   |
| казахи                        | 1    | 0,03 %   |
| араби                         | 1    | 0,03 %   |
| удмурти                       | 1    | 0,03 %   |
| естонці                       | 1    | 0,03 %   |
| національність не повідомлена | 1    | 0,03 %   |
| Разом                         | 3814 | 100 %    |